# 노퍽섬의 문장

노퍽 섬의 문장

노퍽섬의 문장은 섬의 공식 상징이며 노퍽섬의 외부 호주 영토이다. 그것은 엘리자베스 2세 여왕의 왕실 영장에 의해 1980년 10월 20일에 부여되었다. 문장의 공식적인 설명, 즉 블라존은 다음과 같다.